# Da capo

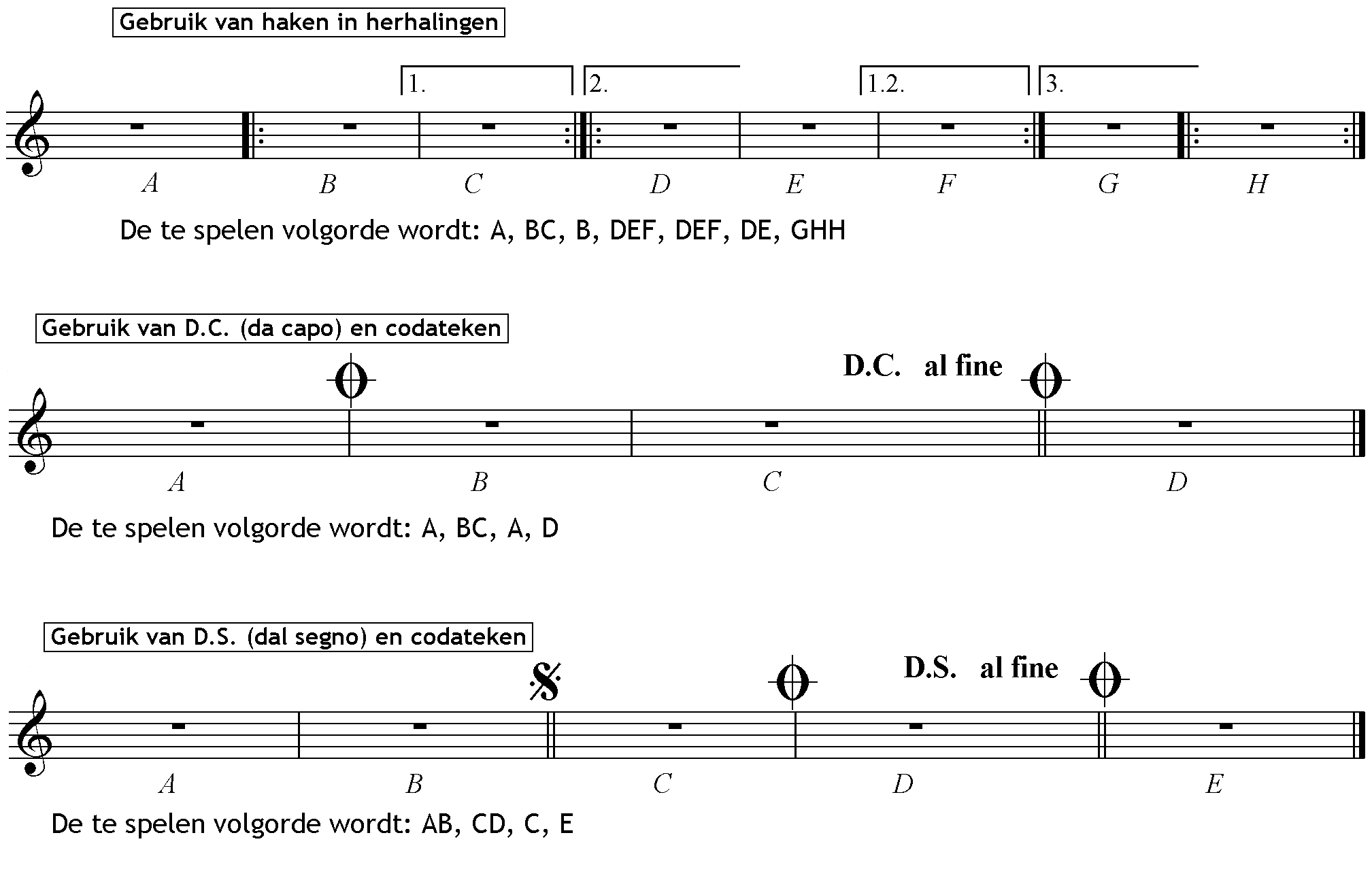
Da capo (op notenbalk 2 als een onderdeel van herhalingsstructuren in de muzieknotatie.

Da capo is een muziekterm afkomstig uit het Italiaans en betekent 'vanaf het begin'.  "Da capo" of afgekort "D.C." wordt doorgaans boven de laatste maat geschreven. De speler wordt dan verondersteld alles vanaf het begin nog een keer te spelen.
Een uitbreiding is vaak: "da capo al fine": speel alles vanaf het begin tot aan het woord "fine".  Meestal wordt impliciet bedoeld dat eventuele herhalingen achterwege moeten blijven. Voluit geschreven komt er dan soms bij te staan: "da capo al fine senza replica". Wanneer er naar het fine dient te worden gesprongen waarbij een stuk de herhaling moet worden overgeslagen, dan kan dat met een extra teken (een grote O met een plusteken erdoor) worden aangegeven dat zowel bij het sprongpunt als bij het fine-gedeelte wordt geplaatst.  
Een andere veel voorkomende notatie laat de speler na de herhaling een (nog niet gespeeld) slot spelen; de coda (it: staart).
Voluit geschreven wordt dat "da capo al fine (senza replica) poi coda". Ook dit wordt vaak aangeduid met bovenstaand teken(grote O met plusteken erdoor) op de plek vanwaar men naar de coda moet gaan en bij de coda zelf.